# Tarenna puberula
Tarenna puberula är en måreväxtart som beskrevs av William Grant Craib. Tarenna puberula ingår i släktet Tarenna och familjen måreväxter. Inga underarter finns listade i Catalogue of Life.